# باز ساق‌تیز
باز ساق‌تیز (نام علمی: Accipiter striatus) باز کوچکی است که نرهای آن کوچک‌ترین بازهای ایالات متحده و کانادا هستند، اما میانگین گونه آن بزرگ‌تر از برخی گونه‌های نوگرمسیری مانند باز ریز است. آرایه‌شناسی از حل و فصل شدن دور است، با توجه به اینکه برخی مقامات آرایه جنوبی را نمایندهٔ سه گونه جداگانه می‌دانند: باز سینه‌سفید (A. chionogaster)، باز سینه‌ساده (A. ventralis) و باز ران‌حنایی (A. erythronemius). انجمن پرنده‌شناسی آمریکا همهٔ آنها را چهار رنگ‌بندی تک‌گونه‌ای نگه می‌دارد.
این گونه در آمریکای شمالی، آمریکای مرکزی، آمریکای جنوبی و آنتیل بزرگ گسترده‌است.

## نگارخانه

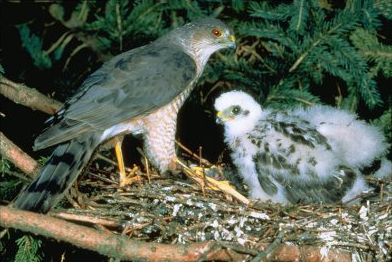
با یک جوجه (گروه نمادین)
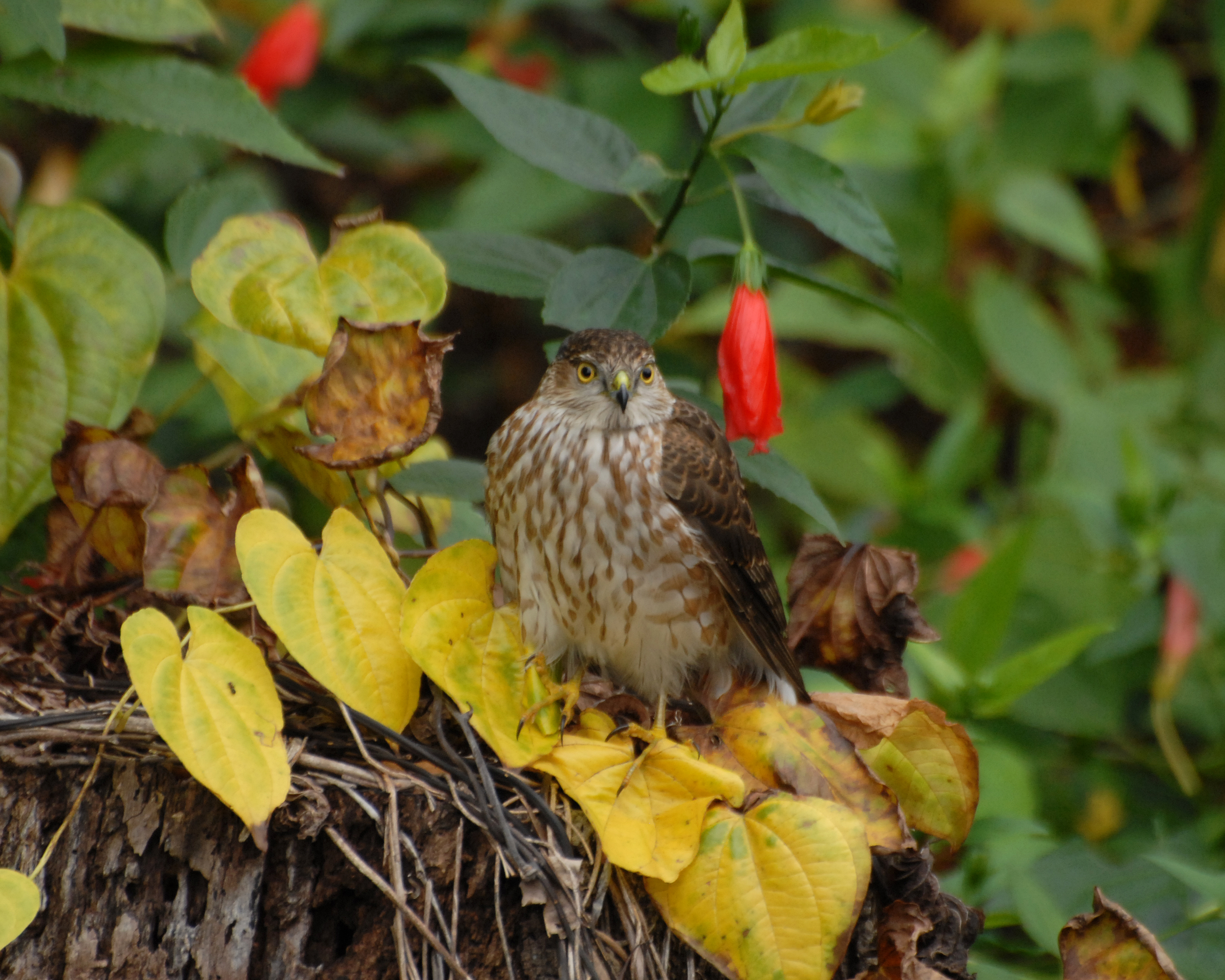
یک باز ساق‌تیز جوان در پریش، فلوریدا
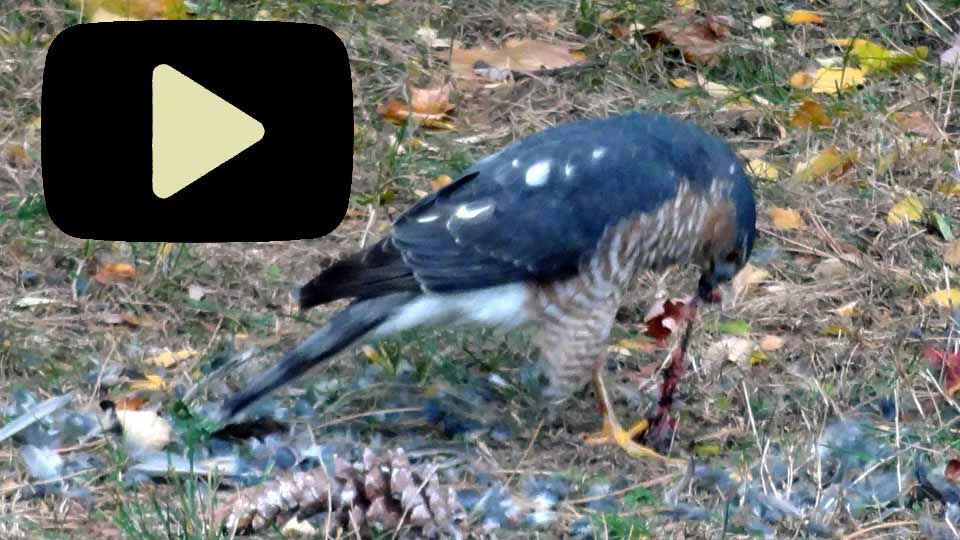
برای ویدیوی تغذیه باز ساق‌تیز کلیک کنید
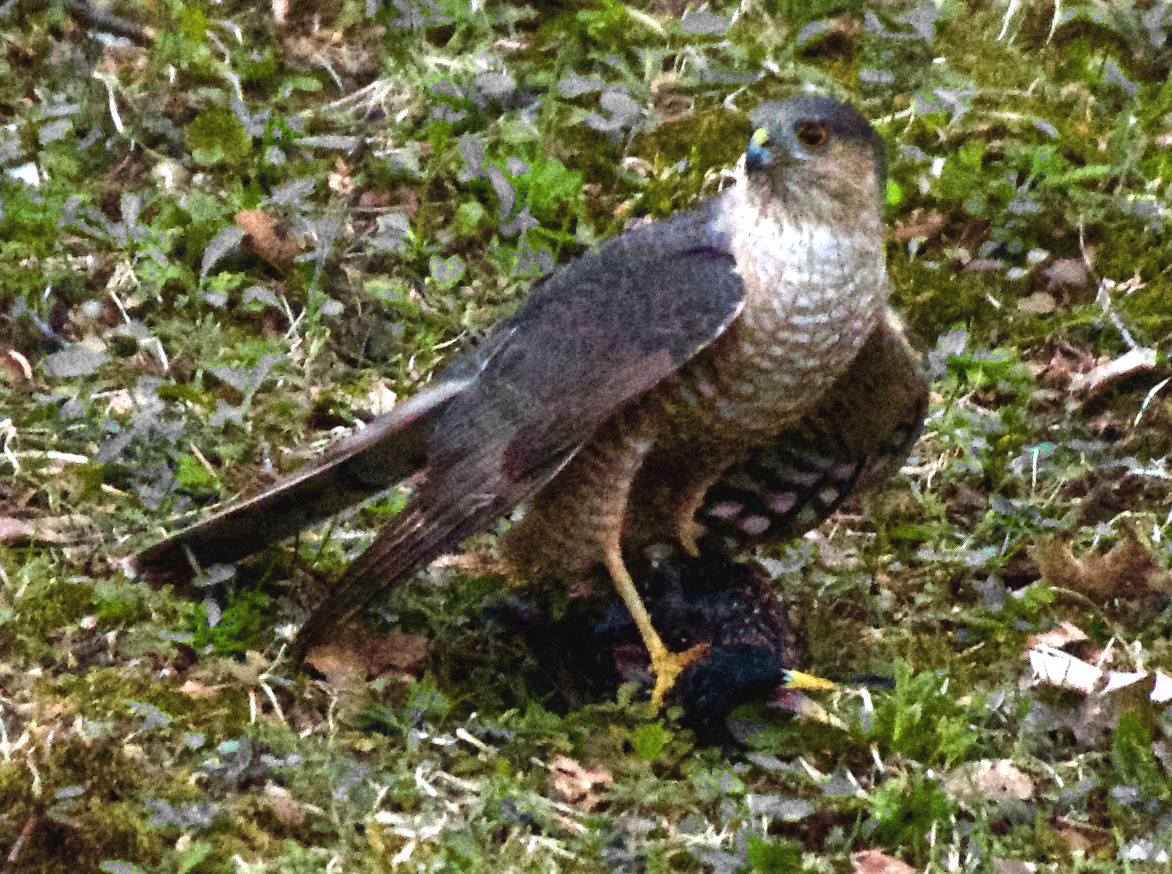
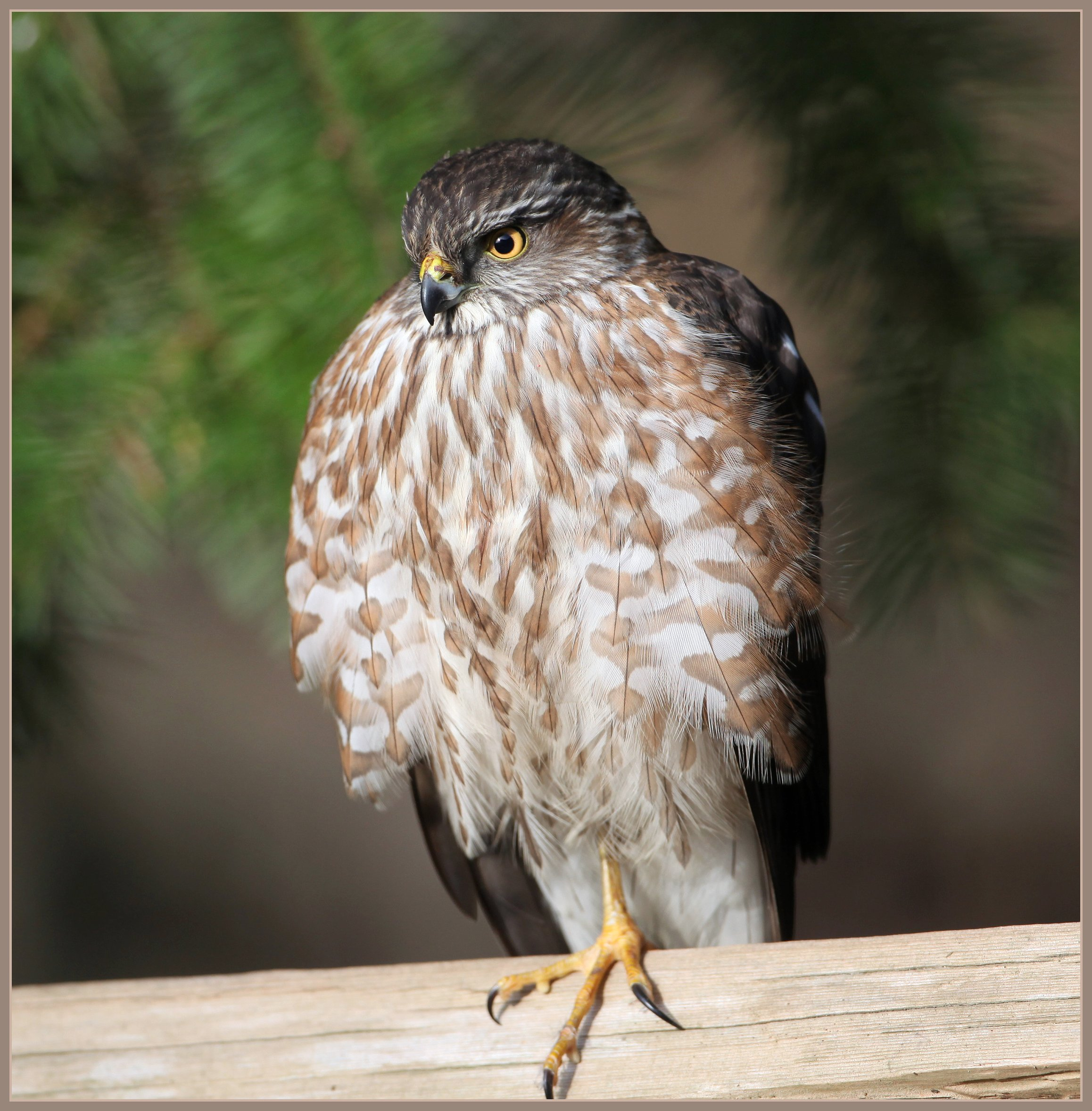
نابالغ (گروه نمادین)
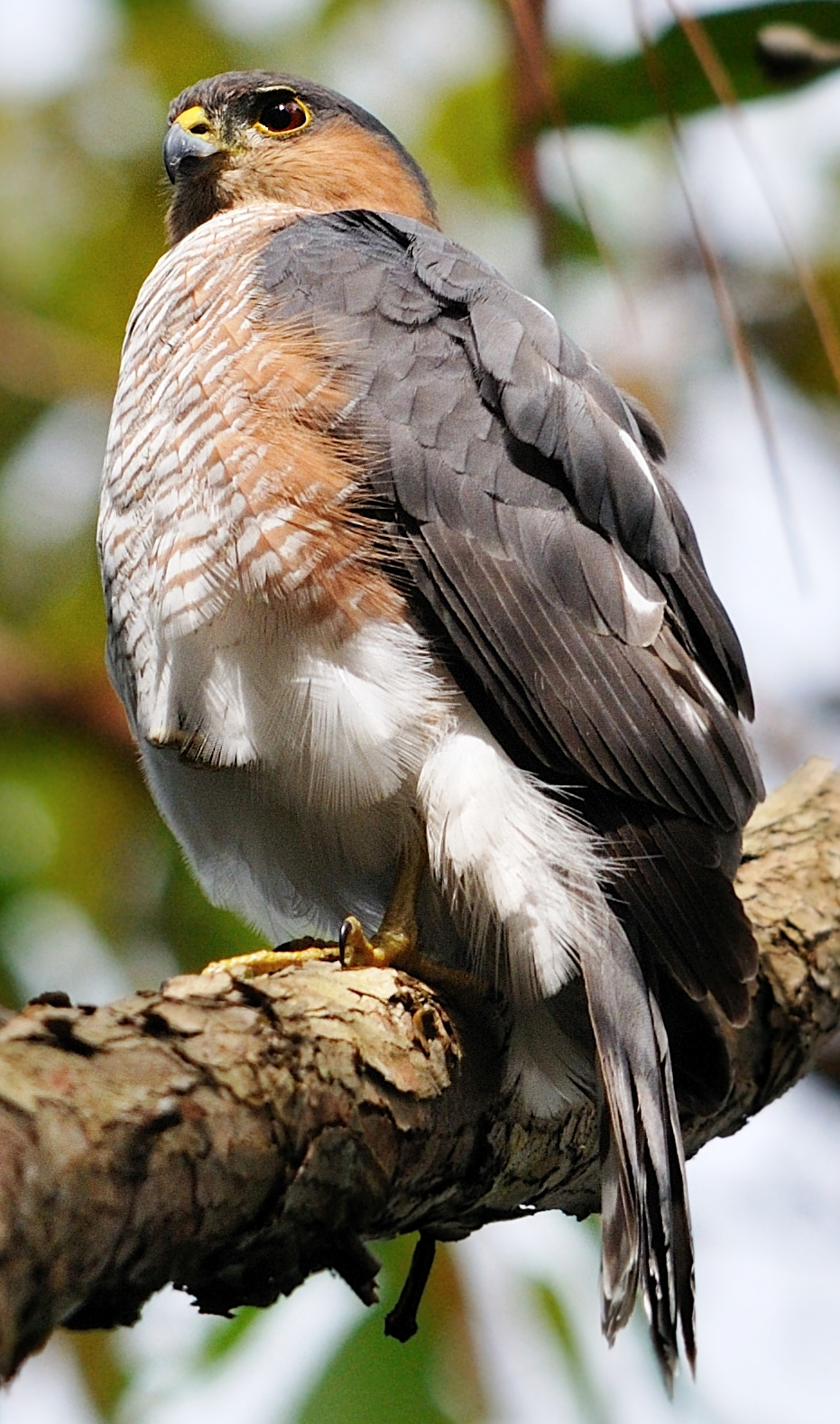
زیرگونه در خطر انقراض venator,، بومی پورتوریکو